# Julianapark (Utrecht)
Het Julianapark is een stadspark in de buurt Julianapark en omgeving in de wijk Noordwest in Utrecht.
Het 9,5 hectare grote park wordt begrensd door de buurten Elinkwijk, Egelantier-, Mariëndaalstraat en omgeving, de spoorlijn Utrecht - Amsterdam en de Amsterdamsestraatweg. Het park staat bekend om zijn Dierenweide met bijzondere dieren zoals (witte) herten, alpaca's en zeldzame eenden.

## Geschiedenis
Het zuidelijke gedeelte van het park werd in 1903 als Engelse tuin ontworpen door de park- en landschapsarchitect Louis Copijn (1878 - 1945) in opdracht van de bankier Jan Kol, eigenaar van de bank Vlaer en Kol. Het werd dan ook de "Tuin van Kol" genoemd.
Kol bood het park aan het gemeentebestuur van Zuilen aan, maar dat kon het onderhoud niet betalen. Daarop bood hij het de gemeente Utrecht aan, met de belofte ook het omliggende terrein (waar later Werkspoor zich zou vestigen) als park in te richten. Een raadslid kwam kijken toen het park nauwelijks gereed was, en suggereerde dat Kol een mooi park had laten aanleggen maar de kosten van het onderhoud doorschoof naar de gemeente Utrecht. Hierop trok Kol zijn aanbod in, en liet daarna nog een hertenkamp aanbrengen.
In 1928 werd het park door de erfgenamen aan de gemeente Utrecht verkocht. In het kader van de werkverschaffing vond in 1935 een grote uitbreiding plaats onder verantwoordelijkheid van tuinarchitect Krijn Perk Vlaanderen en kreeg het de huidige vorm en naam. Het Julianapark was een groot succes bij de kinderen uit de arbeidersbuurten in de omgeving van het park; een echt volkspark.
In 2003 is het in de loop der jaren enigszins verwaarloosde park opgeknapt en opnieuw ingericht.
In oktober 2014 heeft de gemeente Utrecht het park aangewezen als gemeentelijk monument.

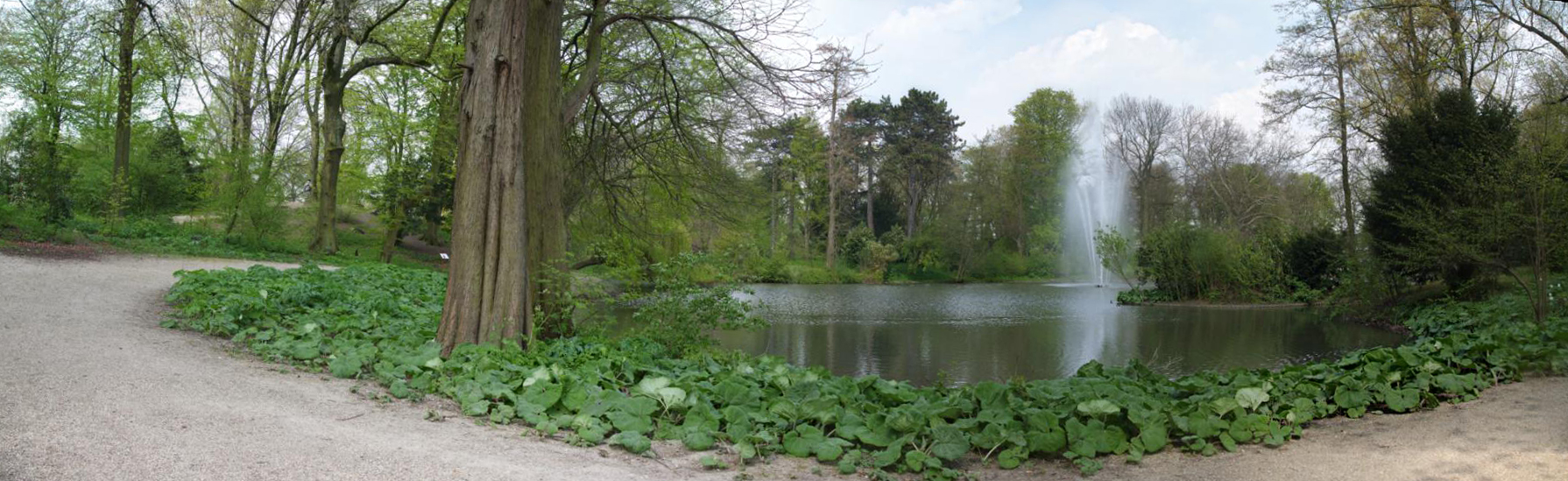
Panoramafoto in het Julianapark

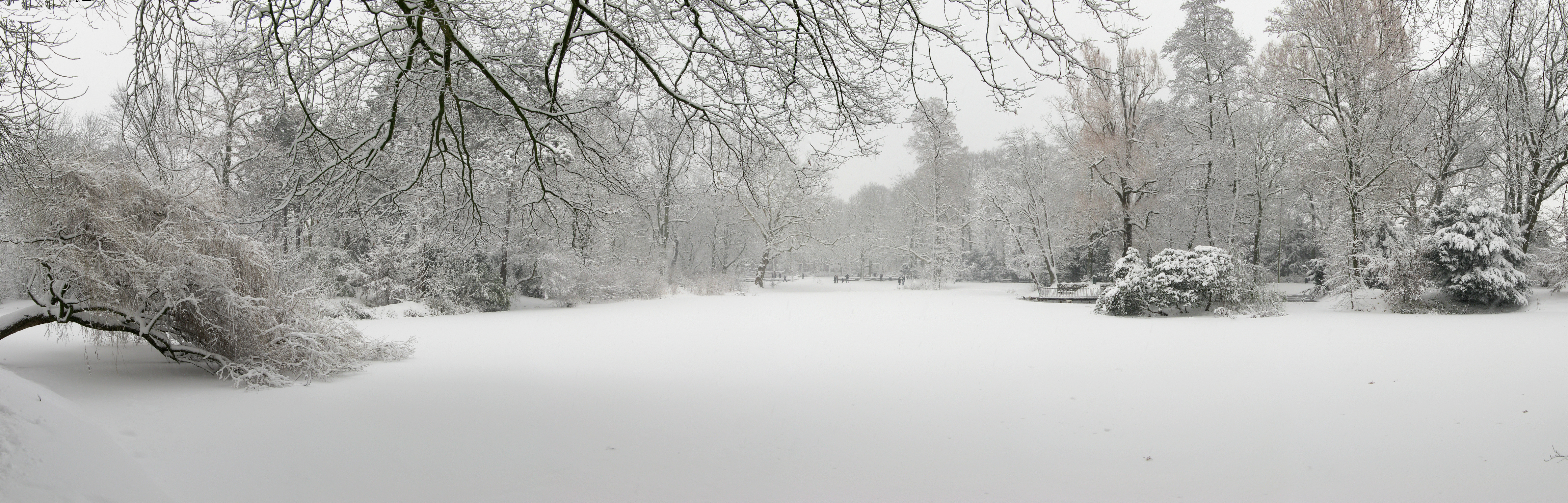
Panoramafoto in het Julianapark na sneeuwval